# Chytridiomycota
 (juin 2020).
Division
Les Chytridiomycètes (Chytridiomycota) ou chytrides constituent une vaste division de champignons saprophytes ou parasites, majoritairement composés de Champignons aquatiques, présentant des caractères considérés comme ancestraux (les plus anciens fossiles de champignons, trouvés au Nord de la Russie dans des couches géologiques datées du Vendien, ressemblent aux Chytridiomycota contemporains (d'autres fossiles plus anciens qu'on a cru être des champignons, seraient en réalité des cyanobactéries).
Ce sont aussi les seuls champignons dont les gamètes ont un flagelle leur permettant de nager.
L'ensemble de ces caractéristiques laisse penser que ce groupe, mais aussi tous les champignons pourraient avoir une origine aquatique plutôt que terrestre.
Un sous-groupe (Hyphochytrids) produit aussi de la cellulose, ce qui est unique au sein du règne fongique.

## Morphologie, écologie
Elles varient considérablement selon les espèces. Certains ne vivent qu'en eau douce ou en mer, les uns parasitent des plantes ou des diptères, tandis que d'autres colonisent des plantes en décomposition ou certains organes d'insectes. Certains sont unicellulaires, d'autres coenocytiques alors que d'autres encore produisent un mycélium comme le font d'autres champignons.

## Phylogénie
Les chytrides sont aujourd'hui considérés par la phylogénie comme la base évolutive des champignons la plus ancienne, d'où ont émergé les Zygomycota puis les Ascomycota et Basidiomycota.
La plupart sont aquatiques, et surtout présents dans les eaux douces. Ils sont saprophytes ou parasites, dégradant la chitine et la kératine,.
L'un de leurs points communs est de posséder des spores mobiles (zoospores) à un flagelle ; ce sont d'ailleurs les seuls organismes classés dans les mycètes à posséder ce type de spores. Le thalle ne forme pas un vrai mycélium. Certaines espèces sont unicellulaires.

## Taxonomie
Dans la classification d'Alexopoulos les Chytridiomycota constituent une des quatre grandes divisions du règne fongique. Cette division regroupe les espèces à spores uniflagellées et paroi cellulaire chitineuse de l'ancienne division des Mastigomycota, qui chevauchait deux règnes, aujourd'hui séparée en Chytridiomycota (Fungi) et Chromista.
Le nom fait référence au chytridium (du grec chytridion signifiant « petit pot »), la structure renfermant les spores. Dans les classifications antérieures, les chytrides (à l'exception des ordres récents des Neocallimastigales et des Spizellomycetales) étaient placés dans la classe des Mastigomycota (ou Phycomycetes, du grec « champignons algues »), appartenant elle-même à la sous-division des Myxomycophyta. Dans une acception plus ancienne et plus restreinte, le terme de « chytrides » faisait seulement référence à l'ordre des Chytridiales.
La classification des Chytridiomycota a été, et est toujours, l'objet de nombreuses révisions.
La classification la plus récente d'Hibbett et al. (2007) a redéfini l'embranchement des Chytridiomycota comme un ensemble polyphylétique qui a été scindé en trois phylums :
- Chytridiomycota (deux classes : Chytridiomycetes et Monoblepharidomycetes)
- Neocallimastigomycota
- Blastocladiomycota

### Taxons subordonnés
- classe Chytridiomycetes
  - ordre Chytridiales
  - ordre Spizellomycetales
  - ordre Rhizophydiales
- classe Monoblepharidomycetes
  - ordre Monoblepharidales

## Pathogénicité
Les Chytridiomycètes peuvent infecter des micro-organismes procaryotes ou eucaryotes (algues). Certains provoquent la verrue de la pomme de terre (Synchytrium endoboticum), d'autres sont des espèces modèles pour la recherche expérimentale (ex : Allomyces). Aucune pathogénicité pour l'Homme n'est connue.
Une espèce en particulier, Batrachochytrium dendrobatidis, est connue pour causer la chytridiomycose, une maladie infectieuse émergente qui décime des amphibiens dans plusieurs régions du monde, en bloquant leurs organes respiratoires (phénomène reconnu depuis 1998, en Australie et à Panama).
Des analyses génétiques ont montré que cette espèce a subi un accroissement récent de sa diversité phylogénétique profond, qui a précédé le déclin des amphibiens mondiaux observés ; les variants pathogènes de ce chytride semblent avoir été favorisés par la dégradation de l'environnement et de l'immunité des amphibiens).

## Microbiote intestinal
Les Neocallimastigales font partie du microbiote anaérobie présents dans le rumen d'herbivores domestiques ou sauvages (renne par exemple) où ils contribuent à la dégradation du bol alimentaire,.